# 1682 w literaturze
Wydarzenia literackie w 1682 roku.

## Nowe książki
- polskie
- zagraniczne

## Nowe poezje
- Stanisław Herakliusz Lubomirski, Tobiasz wyzwolony

## Urodzili się
- 31 grudnia – Kasper Niesiecki, polski jezuita, genealog, pisarz (zm. 1744)